# Lakeview (Michigan)
Lakeview è un villaggio degli Stati Uniti d'America, situato nello Stato del Michigan, nella contea di Montcalm.